# Trishydroxyethylisocyanurat
Trishydroxyethylisocyanurat (THEIC) ist eine hydroxygruppenhaltige chemische Verbindung. An einem Isocyanurat-Ring, genauer an dessen Stickstoffen, befinden sich drei Hydroxyethylreste.

## Gewinnung und Darstellung
Trishydroxyethylisocyanurat wird durch Addition von 3 mol Ethylenoxid an 1 mol Isocyanursäure hergestellt.

## Verwendung
Trishydroxyethylisocyanurat wird als Monomer in speziellen Polyesterharzen eingesetzt. Gegenüber herkömmlichen Monomeren für Polyesterharze bringt Trishydroxyethylisocyanurat eine besondere Wärmebeständigkeit, durch den Isocyanuratring, mit sich. Des Weiteren sind Harze auf Basis von Trishydroxyethylisocyanurat sehr beständig gegenüber Lösemitteln und gleichzeitig sehr flexibel, was diese Harze besonders für die Anwendung in Drahtlacken prädestiniert.  Ein Nachteil von Trishydroxyethylisocyanurat ist der hohe Preis gegenüber herkömmlichen Harzmonomeren.